# أناتولي أندريانوف
أناتولي نيكولايفيتش أندريانوف (21 يوليو 1936) (بالروسية: Анатолий Николаевич Андрианов) هو رياضياتي روسي.

## مسيرته
حصل أندريانوف في عام 1962 على درجة الدكتوراه تحت إشراف يوري لينيك في جامعة سانت بطرسبرغ الحكومية وفي عام 1969 حصل على الدكتوراه الروسية في العلوم (دكتوراة في العلوم). وهو أستاذ في معهد ستيكلوف للرياضيات.
كان أندريانوف متحدثًا مدعوًا في المؤتمر الدولي لعلماء الرياضيات سنة 1970. وقد شغل منصب أستاذ زائر في العديد من المؤسسات الأكاديمية، بما في ذلك معهد ماكس بلانك للرياضيات في بون، ومعهد فورييه في غرونوبل، ومعهد الدراسات المتقدمة (1974).

## روابط خارجية
- Andrianov's homepage
- Andrianov's publication list, mathnet.ru
- Author profile in the database زنترالبلات الرياضية